# زمین‌لرزه ۲۰۱۱ کلرادو
زمین‌لرزه کلرادو در تاریخ ۲۳ اوت ۲۰۱۱ میلادی، برابر با ‎۱ شهریور ۱۳۹۰، ساعت ۰۵:۴۶:۱۹٫۰ به زمان یوتی‌سی در کلرادو، منطقه ترینیداد، کلرادو رخ داد. ژرفای این زلزله ۴٫۰ کیلومتر بود. بزرگی آن ۵٫۳ در مقیاس Mw بدست آمده‌است.
بیشینهٔ شدت آن در مقیاس مرکالی، V (Moderate) اعلام شده‌است.
پروژهٔ جهانی تنسور گشتاور مرکزوار پارامتر زمان مرکزوار زمین‌لرزه را با اختلاف ۲٫۹ ثانیه نسبت به زمان رخداد اشاره شده در بالا و مختصات مرکزوار را در ۳۷°۰۷′شمالی ۱۰۴°۳۷′غربی / ۳۷٫۱۲°شمالی ۱۰۴٫۶۲°غربی محاسبه کرد و همچنین، ژرفا در ۱۲٫۰ کیلومتر ثابت شده‌است. در این محاسبات زاویه‌های (راستا، شیب، ریک) گسل سازندهٔ زمین‌لرزه و صفحه عمود بر آن برابر با (°۱۸۶، °۴۴، °-۱۰۲) یا (° ۲۳، °۴۷، ° -۷۹) حاصل شده‌است.